# Jan II van Armagnac
Jan II van Armagnac bijgenaamd de Bultenaar (circa 1333 - Avignon, 26 mei 1384) was van 1364 tot aan zijn dood graaf van Charolais en van 1373 tot aan zijn dood graaf van Armagnac, Fézensac en Rodez. Hij behoorde tot het huis Lomagne.

## Levensloop
Jan II was de zoon van graaf Jan I van Armagnac en diens tweede echtgenote Beatrix van Clermont, dochter van Jan van Charolais. 
Na de dood van zijn moeder werd hij in 1364 graaf van Charolais, na de dood van zijn vader werd hij in 1373 graaf van Armagnac, Fézensac en Rodez. In het begin van zijn regering als graaf van Armagnac kreeg hij de regering over de Languedoc toegewezen.
Vanaf 1351 streed hij actief mee in de Honderdjarige Oorlog, waarbij hij onder het bevel stond van zijn vader, hertog Filips de Stoute van Bourgondië, hertog Jan van Berry en koning Karel V van Frankrijk.
Als graaf van Charolais was hij niet verplicht om koning Eduard III van Engeland en diens zoon Eduard van Woodstock te huldigen als leenheer, door de voorwaarden van het Verdrag van Brétigny te volgen. Ook was hij de eerste en lange tijd enige Engelse vazal die de hulp van koning Karel V van Frankrijk inriep tegen de acties van Eduard van Woodstock, wat ervoor zorgde dat Gascogne bevrijd werd van de Engelse bezetting.
In 1379 sloot hij vrede met graaf Gaston III van Foix, nadat de graafschappen Foix en Armagnac 89 jaar lang oorlog gevoerd hadden om het burggraafschap Béarn. De vrede tussen de twee machtigste families in Zuid-Frankrijk werd beklonken met het huwelijk van zijn dochter Beatrix met een zoon van Gaston III. In 1380 steunde Jan II de edelenopstand tegen Johanna van Comminges, regentes van het graafschap Comminges. Hierbij viel hij Comminges binnen en nam hij Johanna gevangen, waarna hij haar liet opsluiten in het kasteel van Auvillars en later in dat van Lectoure.
Jan II raakte betrokken in de intriges die hertog Jan van Berry tegen zijn broer Filips de Stoute voerde. Hierdoor moest hij zich aan het hof van de Franse koning verdedigen tegen drie beschuldigingen: vorming van een alliantie met Engeland, samenwerking met de Grandes Compagnies en poging tot verdeling van de Languedoc met de graaf van Foix. Het proces vond echter nooit plaats, omdat Jan II op weg naar Parijs in mei 1384 stierf in Avignon.

## Huwelijk en nakomelingen
Op 21 november 1359 huwde Jan II met Johanna (1341-1375), dochter van graaf Rogier Bernard van Périgord. Ze kregen volgende kinderen:
- Jan III (1359-1391), graaf van Armagnac
- Bernard VII (1360-1418), graaf van Armagnac
- Beatrix (1366-1410), huwde in 1379 met Gaston, zoon van graaf Gaston III van Foix, en in 1382 met Carlo Visconti, heer van Parma, zoon van heer van Milaan Bernabò Visconti.

Ook had hij drie buitenechtelijke zonen:
- Jan (overleden in 1409), bisschop van Mende en aartsbisschop van Auch
- Bertrand (overleden in 1403), kapitein van het kasteel van Villers-en-Armagnac
- Gerold, kapitein van het Compagnie des Lys